# Вісьнево (Лодзинське воєводство)
Вісьнево (пол. Wiśniewo) — село в Польщі, у гміні Кернозя Ловицького повіту Лодзинського воєводства.
Населення — 124 особи (2011).
У 1975-1998 роках село належало до Плоцького воєводства.

## Демографія
Демографічна структура станом на 31 березня 2011 року:
|          | Загалом | Допрацездатний вік | Працездатний вік | Постпрацездатний вік |
| -------- | ------- | ------------------ | ---------------- | -------------------- |
| Чоловіки | 58      | 9                  | 37               | 12                   |
| Жінки    | 66      | 12                 | 33               | 21                   |
| Разом    | 124     | 21                 | 70               | 33                   |